# George Oppen
George Oppen (New Rochelle, 24 aprile 1908 – California, 7 luglio 1984) è stato un poeta statunitense.

## Biografia
Nato in una famiglia ebraica a New Rochelle, George Oppen si affermò come un membro della corrente poetica oggettivista, per poi abbandonare la poesia negli anni trenta per dedicarsi all'attivismo politico. Fervente marxista, nel 1950 Oppen si trasferì in Messico per evitare problemi con la Commissione per le attività antiamericane. Nel 1958 tornò negli Stati Uniti e ricominciò a dedicarsi alla poesia; negli anni sessanta e settanta pubblicò sette raccolte poetiche e nel 1969 vinse il Premio Pulitzer per la poesia per Of Being Numerous.

## Opere
- Discrete Series (1934)
- The Materials (1962)
- This in Which (1965)
- Of Being Numerous (1968)
- Alpine (1969)
- Seascape: Needle's Eye (1972)
- The Collected Poems (1975)
- Primitive (1978)